# Alternaria lini
Alternaria lini är en svampart som beskrevs av Dey 1933. Alternaria lini ingår i släktet Alternaria och familjen Pleosporaceae.   Inga underarter finns listade i Catalogue of Life.